# Crisolles
Crisolles é uma comuna francesa na região administrativa de Altos da França, no departamento de Oise. Estende-se por uma área de 10,54 km². Em 2010 a comuna tinha 938 habitantes (densidade: 89 hab./km²).